# Pangio
Pangio is een geslacht van de familie modderkruipers. Het geslacht heette vroeger Acanthophthalmus. De meest bekende soort hiervan is de Pangio kuhlii, beter bekend onder de naam Indische modderkruiper, die veel in aquaria gehouden wordt. Naar verluidt leven 16 soorten bij de Soenda-eilanden in Zuidoost-Azië en overige bij India en Myanmar.
Het geslacht is onderverdeeld in 34 soorten, namelijk:
| Naam                  | Jaar | Omschrijving | Ontdekker(s)                |
| --------------------- | ---- | --- | --------------------------- |
| Pangio agma           | 1992 | Een zand gekleurde buik met bruine strepen op de rug. Een volgroeide is ≈ 6,3 cm in lengte.                                              | M. E. Burridge              |
| Pangio alcoides       | 1993 | Een volgroeide is ≈ 3,9 cm in lengte. | Kottelat & K. K. P. Lim     |
| Pangio alternans      | 1993 | Een volgroeide is ≈ 3,6 cm in lengte. | Kottelat & K. K. P. Lim     |
| Pangio ammophila      | 2012 | Een volgroeide is ≈ 2,9 cm in lengte.**                                                                                                  | Britz, Anvar Ali & Raghavan |
| Pangio anguillaris    | 1902 | Een volgroeide is ≈ 12 cm in lengte. | Vaillant                    |
| Pangio apoda          | 2007 | Een volgroeide is ≈ 3,8 cm in lengte. | Britz & Maclaine            |
| Pangio atactos        | 2009 | Een volgroeide is ≈ 5,1 cm in lengte. | H. H. Tan & Kottelat        |
| Pangio bitaimac       | 2009 | Een volgroeide is ≈ 9,5 cm in lengte. | H. H. Tan & Kottelat        |
| Pangio borneensis     | 1894 | Een volgroeide is ≈ 6,3 cm in lengte. | Kottelat & Lim              |
| Pangio cuneovirgata   | 1957 | Een rode buik en een gele rug met bruine vlekken. Een volgroeide is ≈ 6 cm in lengte.                                                    | Raut                        |
| Pangio doriae         | 1892 | Een zilveren onderzijde met een donkergroene bedekking. Een volgroeide is ≈ 9 cm in lengte.                                              | Perugia                     |
| Pangio elongata       | 2007 | Een volgroeide is ≈ 4,8 cm in lengte. | Britz & Maclaine            |
| Pangio filinaris      | 1993 | Een volgroeide is ≈ 3,8 cm in lengte. | Kottelat & K. K. P. Lim     |
| Pangio fusca          | 1860 | Een bruine huidskleur. Een volgroeide is ≈ 8 cm in lengte.                                                                               | Blyth                       |
| Pangio goaensis       | 1972 | Een volgroeide is ≈ 3,1 cm in lengte. | Tilak                       |
| Pangio incognito      | 1993 | Een volgroeide is ≈ 3,1 cm in lengte. | Kottelat & K. K. P. Lim     |
| Pangio kuhlii         | 1846 | Een gele huidskleur bedekt met bruine vlekken op de rug. Het kleurpatroon verschilt per ondersoort. Een volgroeide is ≈ 12 cm in lengte. | Valenciennes                |
| Pangio lidi           | 2009 | een licht- tot donkerbruine huidskleur. Een volgroeide is ≈ 6,7 cm in lengte.                                                            | Hadiaty & Kottelat          |
| Pangio longimanus     | 2010 | | Britz & Kottelat            |
| Pangio longipinnis    | 1992 | Een volgroeide is ≈ 6,2 cm in lengte. | Menon, A.G.K.               |
| Pangio lumbriciformis | 2007 | Een volgroeide is ≈ 5,2 cm in lengte. | Britz & Maclaine            |
| Pangio malayana       | 1956 | Een volgroeide is ≈ 6 cm in lengte. | Tweedie                     |
| Pangio mariarum       | 1962 | Een volgroeide is ≈ 6,5 cm in lengte. | Inger & P. K. Chin          |
| Pangio muraeniformis  | 1933 | Een volgroeide is ≈ 3,6 cm in lengte. | de Beaufort                 |
| Pangio myersi         | 1949 | Een zand gekleurde huid met zwarte vlekken op de huid. Een volgroeide is ≈ 10 cm in lengte.                                              | Harry                       |
| Pangio oblonga        | 1846 | Een licht- tot donkerbruine huidskleur. Een volgroeide is ≈ 8 cm in lengte.                                                              | Valenciennes                |
| Pangio pangia         | 1822 | Het eigenlijke soort.* Een bruine huidskleur. Een volgroeide is ≈ 6,5 cm in lengte.                                                      | F. Hamilton                 |
| Pangio piperata       | 1993 | Een volgroeide is ≈ 5,2 cm in lengte. | Kottelat & K. K. P. Lim     |
| Pangio pulla          | 1993 | Een volgroeide is ≈ 6,1 cm in lengte. | Kottelat & K. K. P. Lim     |
| Pangio robiginosa     | 1957 | Een volgroeide is ≈ 8 cm in lengte. | Raut                        |
| Pangio semicincta     | 1940 | | Fraser-Brunner              |
| Pangio shelfordii     | 1903 | Een gele huidskleur en bruine stippeltjes aan de zij. Een volgroeide is ≈ 8 cm in lengte.                                                | Popta                       |
| Pangio signicauda     | 2007 | Een volgroeide is ≈ 4,2 cm in lengte. | Popta                       |
| Pangio superba        | 1989 | Een volgroeide is ≈ 5,1 cm in lengte. | T. R. Roberts               |

\* Het eerste soort dat ontdekt is, deze krijgt dan de naam van het geslacht.

\** Recentelijk ontdekt soort.

## Geslachtsonderscheid
Dit is zeer lastig te zien. Meestal hebben de mannetjes grotere borstvinnen dan het vrouwtje.